# Tony Marsh
Anthony Ernest "Tony" Marsh (Stourbridge, 20 juli 1931 - 7 mei 2009) was een Brits Formule 1-coureur. Hij nam tussen 1957 en 1961 deel aan 5 Grands Prix voor de teams Cooper en Lotus, maar scoorde hierin geen punten.